# Jason Griffith
Jason Adam Griffith (ur. 26 listopada 1980 w Lakeline w stanie Ohio) – amerykański aktor podkładający głos w grach z serii Sonic the Hedgehog (2005–2010). Swoją karierę rozpoczął od roli Sonica i jako Shadow w angielskiej wersji anime Sonic X. Następnie został zatrudniony przez firmę Sega do oficjalnego dubbingu postaci w kolejnych odsłonach jej gier z tej serii.
Pojawił się w grach Shadow the Hedgehog i Sonic Rush, gdzie użyczył głosu postaciom Sonica oraz Shadowa. Jason pojawił się również w Sonic Riders, w której przemawia jego głosem Jet.

## Filmografia

### Obsada aktorska
- 1998: Edge of Seventeen jako Scott
- 2007: Am I Evil jako Greg
- 2008: Kill Kill Faster Faster jako Cassius
- 2011: Zaprzysiężeni jako Garnitur w czerwonym samochodzie sportowym

### Seriale animowane
- 2004–2009: Wojownicze Żółwie Ninja jako Utrom, Miyamoto Usagi, Raxis
- 2005–2006: Klub Winx jako Darkar
- 2006–2010: Chaotic jako Tom Majors, Zhade, Frafdo
- 2008: Strażnicy z Chinatown – różne głosy
- 2009: Astonishing X-Men jako Elixir
- 2009: Aniołki i spółka jako Sulfus
- 2011–2012: Śmieszaczki jako Chikoriki
- 2015–2018: Super Wings jako Bello
- 2016: Świat Winx jako Ace

### Seriale anime
- 2003–2006: Sonic X – Sonic the Hedgehog/Super Sonic/Dark Sonic, Shadow the Hedgehog/Super Shadow
- 2004: Gravitation – Tatsuha Uesugi
- 2005–2009: Yu-Gi-Oh! GX – Atticus Rhodes, Nightshroud, Harrington Rosewood, Osamu
- 2008–2012: Yu-Gi-Oh! 5D’s – Bruno/Antinomy, Aporia, Primo, Ghost, Taka, Shira
- 2011–2013: Pokémon – Cilan, Brawly
- 2018: FLCL – Masurao

### Filmy animowane
- 2010: Safari jako Toto
- 2011: Pokémon: Czerń – Victini i Reshiram oraz Biel – Victini i Zekrom jako Cilan
- 2012: Pokémon: Kyurem kontra Miecz Sprawiedliwości jako Cilan
- 2013: Pokémon: Genesect i objawiona legenda jako Cilan

### Gry komputerowe
- 2005: Sonic Rush jako Sonic the Hedgehog
- 2005: Shadow the Hedgehog jako Shadow the Hedgehog/Sonic the Hedgehog
- 2006: Neverwinter Nights 2 jako Bevil
- 2006: Sonic Riders jako Sonic the Hedgehog/Super Sonic, Jet the Hawk, Shadow the Hedgehog
- 2006: Sonic the Hedgehog jako
- 2006: Sonic Rivals jako Sonic the Hedgehog, Shadow the Hedgehog
- 2007: Sonic and the Secret Rings jako Sonic the Hedgehog / Darkspine Sonic, Shadow the Hedgehog
- 2007: Sonic Rush Adventure jako Sonic the Hedgehog/Super Sonic
- 2007: Sonic Rivals 2 jako Sonic the Hedgehog, Shadow the Hedgehog
- 2008: Super Smash Bros. Brawl jako Sonic the Hedgehog/Super Sonic, Shadow the Hedgehog
- 2008: Sega Superstars Tennis jako Sonic the Hedgehog/Super Sonic, Shadow the Hedgehog/Super Shadow
- 2008: Alone in the Dark jako Hammet, Jack the Watchman
- 2008: Sonic Unleashed jako Sonic the Hedgehog